# قلعه سنی
قلعه سنی مربوط به دوره متاخر اسلامی دوره قاجار است و در ابرکوه، بخش مرکزی، محله بنادان، صحرای سنی واقع شده و این اثر در تاریخ ۲۲ آبان ۱۳۸۶ با شمارهٔ ثبت ۱۹۹۰۷ به‌عنوان یکی از آثار ملی ایران به ثبت رسیده است.